# Musikjahr 1781
Liste der Musikjahre

◄◄ | ◄ | 1777 | 1778 | 1779 | 1780 | Musikjahr 1781 | 1782 | 1783 | 1784 | 1785 | ► | ►►

Weitere Ereignisse
Dieser Artikel behandelt das Musikjahr 1781.

## Ereignisse
- 29. Januar: Wolfgang Amadeus Mozart nimmt in München an der erfolgreichen Uraufführung seiner Opera seria Idomeneo (KV 366) teil. Danach reist er nach Wien.
- 08. Juni: Nach vorangegangenen heftigen Auseinandersetzungen mit Erzbischof Hieronymus Franz Josef von Colloredo kündigt Wolfgang Amadeus Mozart seinen Salzburger Dienst auf, lässt sich in Wien nieder und bestreitet dort in den nächsten Jahren seinen Lebensunterhalt durch Konzerte in privaten und öffentlichen Akademien.
- 12. Oktober: In Falkirk findet der erste Dudelsackwettbewerb in Schottland statt.
- Karl von Marinelli eröffnet das erste Wiener Vorstadttheater, das von Jean-Baptiste Brequin, dem kaiserlichen Wasserbaudirektor, und dem Baumeister Peter Mollner entworfene Leopoldstädter Theater in der Leopoldstadt. Der Spielplan besteht vor allem aus Lokal- und Zauberpossen, Parodien und Singspielen des Alt-Wiener Volkstheaters.
- Das in Leipzig veröffentlichte Libretto Belmont und Constanze, oder Die Entführung aus dem Serail von Christoph Friedrich Bretzner, das von Johann Gottlieb Stephanie dem Jüngeren und Wolfgang Amadeus Mozart umgearbeitet und erweitert wird, ist Grundlage für das Libretto von Mozarts nächster Oper Die Entführung aus dem Serail.

### Opern und andere Bühnenwerke

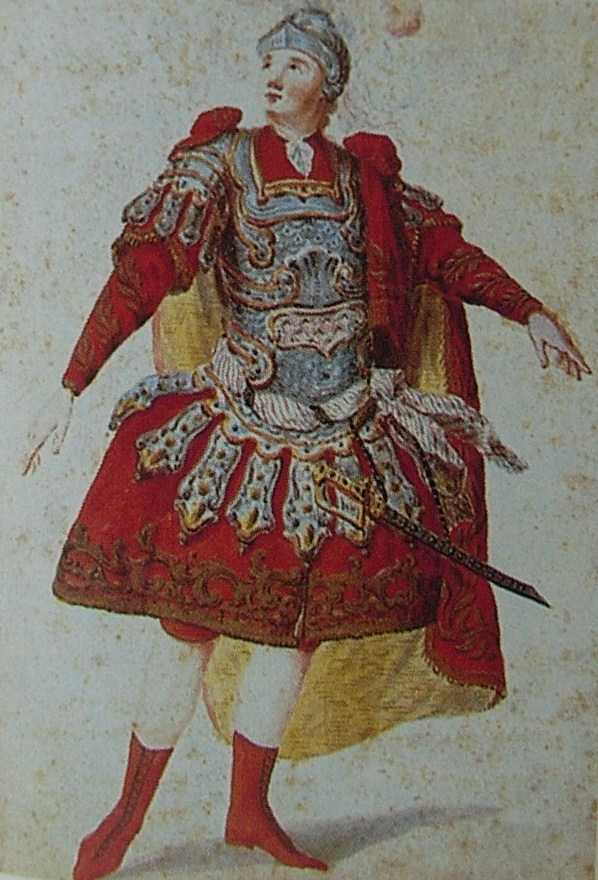
Anton Raaff als Idomeneo

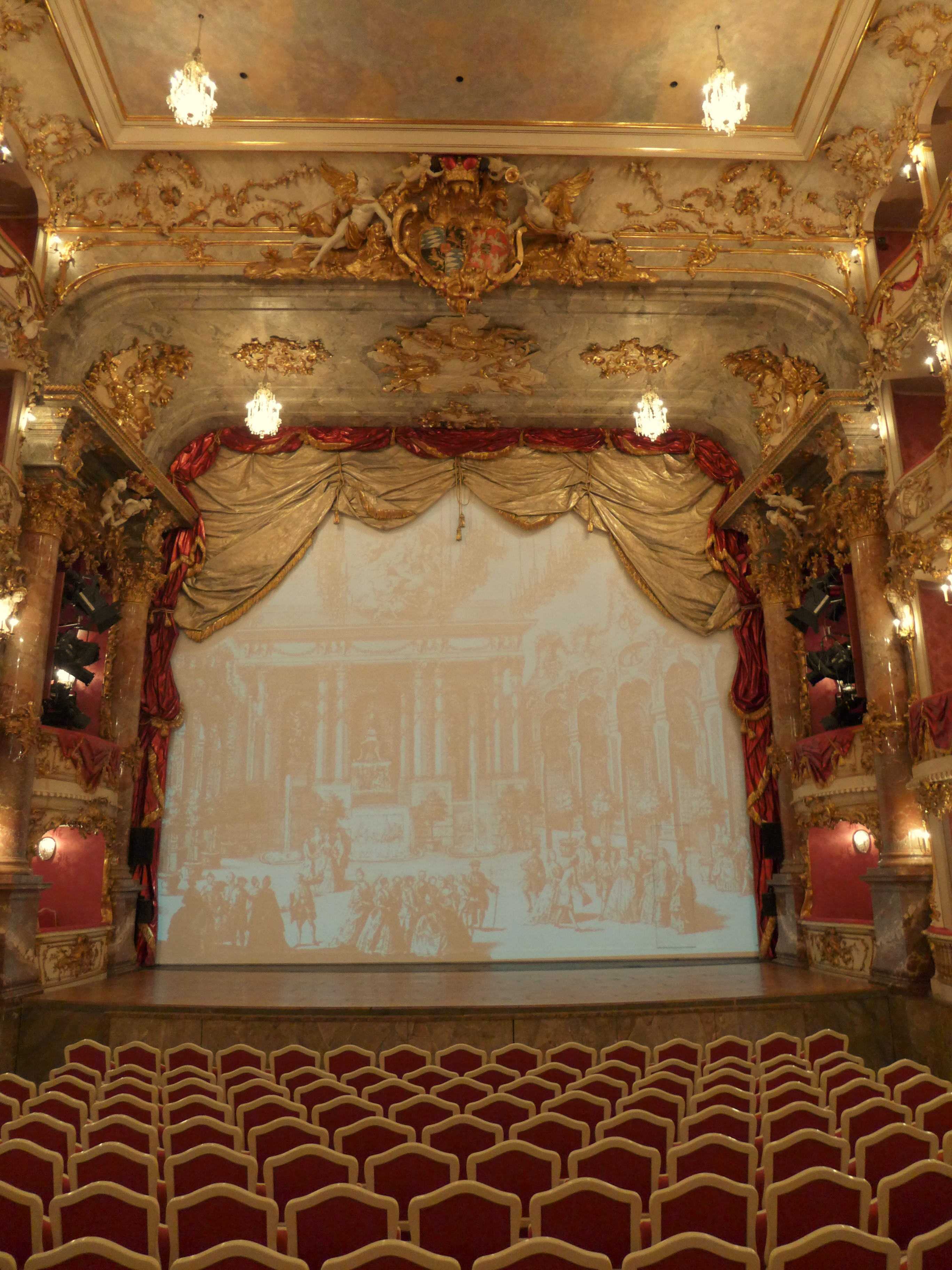
Bühne des Residenztheaters in München

- 29. Januar: Am Münchner Residenztheater wird Wolfgang Amadeus Mozarts Oper Idomeneo im Beisein des Komponisten mit Erfolg uraufgeführt. Der berühmte Tenor Anton Raaff singt hier seine letzte Titelpartie. Mozart bezeichnet die Oper zeitlebens als seine Beste.
- 25. Februar: Die Oper La fedeltà premiata (Die belohnte Treue) von Joseph Haydn wird in Esterház uraufgeführt.
- 21. April: Am Kleinen Kurfürstlichen Theater in Dresden findet die Uraufführung der Oper Elisa von Johann Gottlieb Naumann statt.

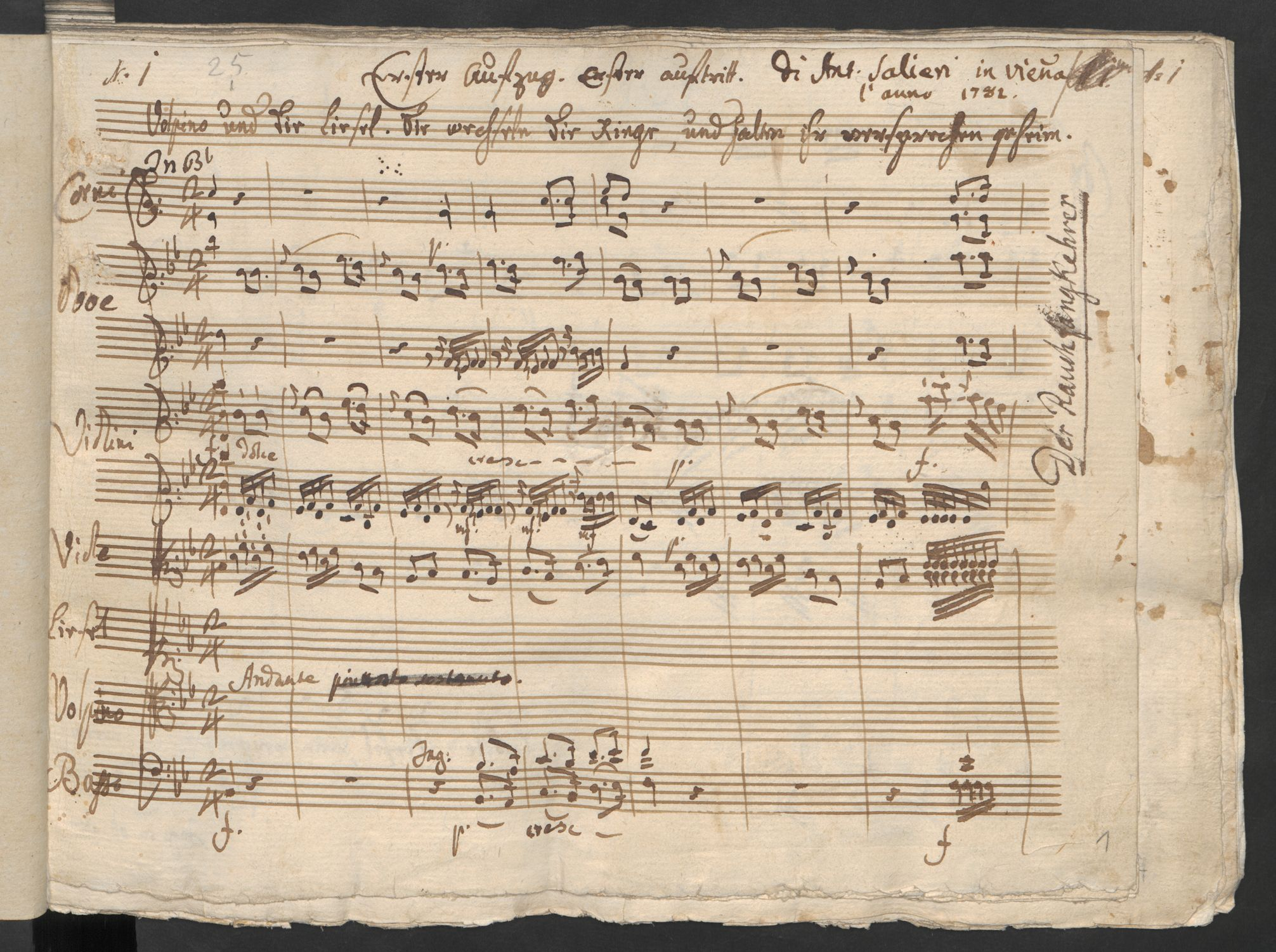
Auszug aus der Partitur der Oper „Der Rauchfangkehrer“ von Antonio Salieri

- 30. April: Die deutschsprachige Oper Der Rauchfangkehrer oder Die unentbehrlichen Verräter ihrer Herrschaften aus Eigennutz von Antonio Salieri hat ihre Uraufführung am Burgtheater in Wien mit Catarina Cavalieri und Ludwig Fischer in den Hauptrollen. Das Libretto von Leopold Auenbrugger wird stark kritisiert, aber Salieris Musik wird mit Begeisterung aufgenommen.
- 10. September: Uraufführung des Opernintermezzos in zwei Teilen La serva padrona von Giovanni Paisiello (Musik) mit einem Libretto von Gennaro Antonio Federico im Palast von Zarskoje Selo anlässlich der Feier des Namenstags des noch nicht vierjährigen Großfürsten Alexander, des späteren Zaren Alexander I.
- Uraufführung des Melodrams Andromeda und Perseus von Anton Zimmermann am Wiener Hofburgtheater.
- Domenico Cimarosa – Giannina e Bernardone
- Nicolas Dalayrac – Le Chevalier à la mode
- Marc-Antoine Désaugiers – Les Deux sylphes
- Niccolò Piccinni – Iphigenie en Tauride
- Giuseppe Sarti – Giulio Sabino
- Niccolò Antonio Zingarelli – Montesuma
- Vicente Martín y Soler: Vier Ballette: (1) Orfeo ed Euridice; (2) Tamas Kouli-Kan; (3) Il matrimonio dell’imperatore della Cina und (4) La bella Arsene.

### Kammermusik
- Luigi Boccherini
  - 6 Streichquartette (Opera piccola) op. 33 (G. 207–212)
  - 6 Streichtrios für 2 Violinen und Violoncello op. 34 (G. 101–106)
- Joseph Haydn – Streichquartette op. 33 „Russische Quartette“
- Leopold Koželuh – Sonate für Tasteninstrumente op. 5 in F-Dur „La chasse“
- Wolfgang Amadeus Mozart – Oboenquartett in F-Dur KV 370

### Kirchenmusik
- Luigi Boccherini – Stabat mater (G. 532)[1]

### Orchestermusik
- Joseph Haydn – Hornkonzert Nr. 2 D-Dur Hob.VIId:4
- Wolfgang Amadeus Mozart 
  - Rondo für Violine und Orchester C-Dur (KV 373)
  - Rondo für Horn und Orchester Es-Dur (KV 371)
  - Serenade Nr. 11 Es-Dur (KV 375)
- Giovanni Paisiello – Klavierkonzert Nr. 1 in C-Dur
- Samuel Wesley – Violinkonzert Nr. 2 in D-Dur

## Geboren

### Geburtsdatum gesichert
- 16. Januar: Christian Kramer, deutsch-britischer Komponist und Dirigent († 1834)
- 22. Januar: François-Antoine Habeneck, französischer Violinist und Komponist († 1849)
- 11. März: Anthony Philip Heinrich, US-amerikanischer Komponist († 1861)
- 18. März: Gustave Vogt, französischer Oboist, Musikpädagoge und Komponist († 1870)
- 22. April: Hermann Uber, deutscher Komponist und Kreuzkantor († 1822)
- 24. Mai: Louis François Dauprat, französischer Hornist, Komponist und Professor für Horn († 1868)
- 27. Juli: Mauro Giuliani, italienischer Gitarrist und Komponist († 1829)
- 30. Juli: Friedrich August Koethe, deutscher Theologe und Lieddichter († 1850)
- 05. September: Anton Diabelli, österreichischer Komponist († 1858)
- 06. September: Vincent Novello, englischer Musiker († 1861)
- 22. Oktober: Franz Kuenlin, Schweizer Politiker, Autor, Volksliedsammler und -forscher († 1840)
- 09. November: Karl Borromäus von Miltitz, deutscher Dichter und Komponist († 1845)
- 01. Dezember: Charles Philippe Lafont, französischer Violinspieler († 1839)
- 02. Dezember: Louis Pierre Martin Norblin, französischer Violoncellist und Musikpädagoge († 1854)
- 24. Dezember: Christian Wilhelm Häser, deutscher Sänger, Komponist, Bühnenautor und Übersetzer († 1867)
- 24. Dezember: Georg Jakob Strunz, deutscher Musiker und Komponist († 1852)

### Genaues Geburtsdatum unbekannt
- Albert Androt, französischer Komponist († 1804)
- Anton Dörfeldt, böhmisch-russischer Militärkapellmeister († 1829)
- Bartholomäus Kaffel, österreichischer Glockengießer († 1853)
- Carl Heinrich Albrecht von Knoblauch, deutscher Orgelbauer († 1825)

## Gestorben

### Todesdatum gesichert
- 22. Januar: Johann Siebenkäs, deutscher Organist und Komponist (* 1714)

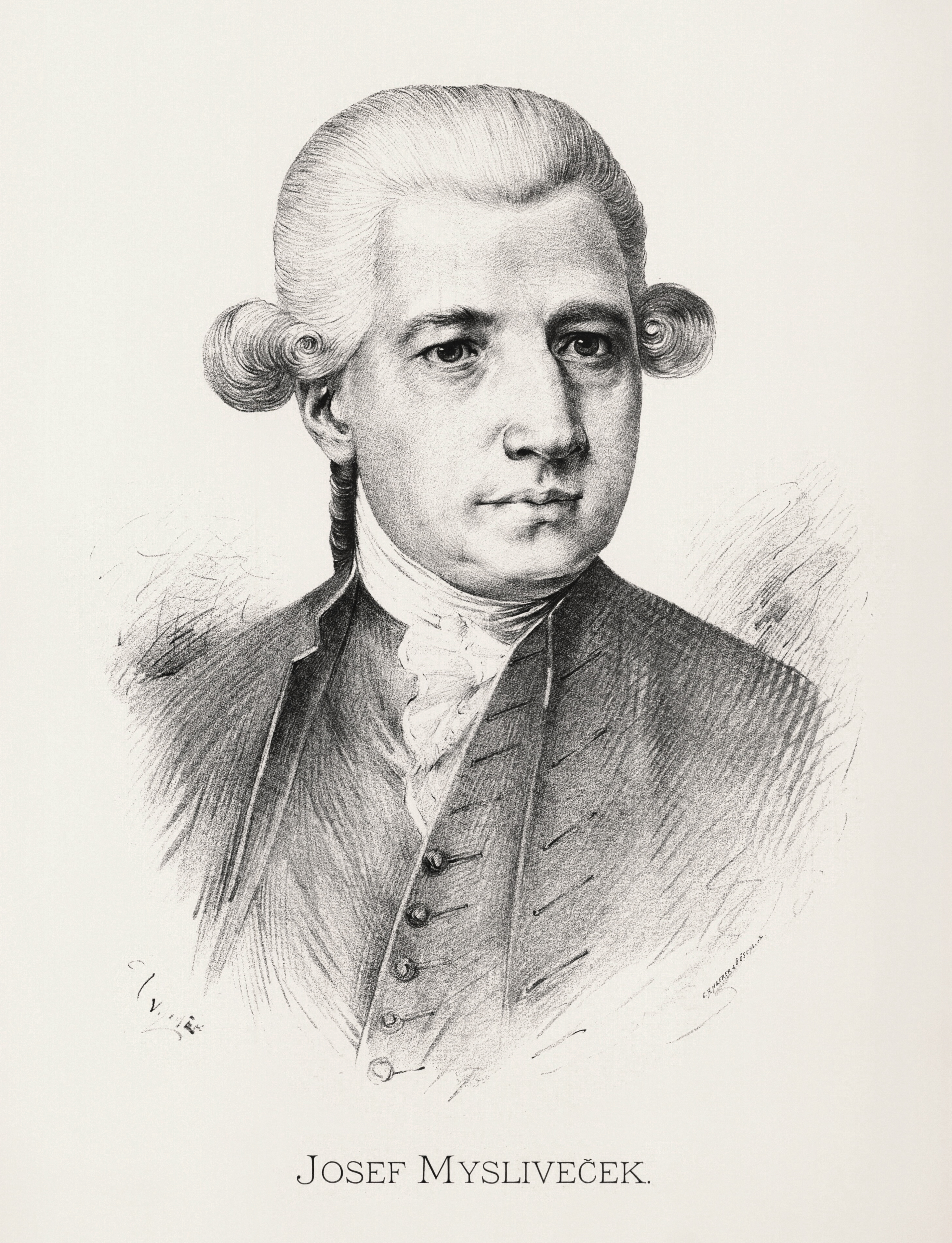
Josef Mysliveček; † 4. Februar

- 04. Februar: Josef Mysliveček, böhmischer Komponist (* 1737)

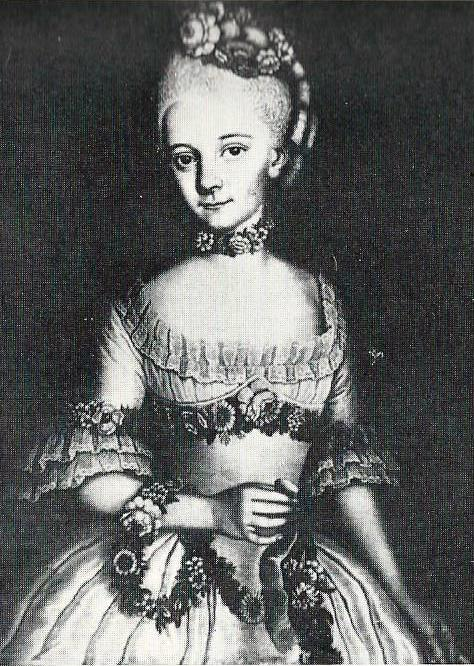
Anna Franziska Benda; † 15. Februar

- 15. Februar: Anna Franziska Benda, böhmisch-deutsche Sängerin (* 1728)
- 03. März: Nicolas Dupont, französischer Orgelbauer (* 1714)
- 16. März: Jean Esprit Isnard, französischer Dominikaner und Orgelbauer (* 1707)
- 29. März: Johann Theodor Keyßner, deutscher Komponist, Violinist und Kapellmeister (* zwischen 1708 und 1712)
- 16. Mai: Jacopo Puccini, italienischer Komponist und Organist (* 1712)
- 22. Mai: Garret Wesley, 1. Earl of Mornington, anglo-irischer Peer und Komponist (* 1735)
- 11. Juli: Adolf Karl Kunzen, deutscher Komponist und Organist (* 1720)
- 28. Juli: Matthäus Claunigk, deutscher Orgelbauer (* 1708)
- 05. September: Gottfried Sonnholz, österreichischer Orgelbauer (* 1695)
- 09. Oktober: Thomas Erskine, 6. Earl of Kellie, schottischer Violinist und Komponist (* 1732)
- 27. Oktober: Herman-François Delange, belgischer Geiger und Komponist (* 1715)
- 00. Oktober: Anton Zimmermann, österreichischer Komponist (* 1741)
- 04. November: Faustina Bordoni, italienische Sängerin (* 1697)
- 16. Dezember: Georg Simon Löhlein, deutscher Violinist, Pianist, Komponist und Musikpädagoge (* 1725)

### Genaues Todesdatum unbekannt
- Antonio Besozzi, italienischer Oboist (* 1714)
- Juan de Ledesma, spanischer Violinist und Komponist (* 1713)